# JavaCC
JavaCC — средство создания классов на языке Java для проверки и разбора структурированного текста.
В больших системах часто необходимо выполнять разбор и анализ данных, которые представляют собой текст, оформленный в соответствии с особыми правилами (например, в СУБД — это текст SQL запросов, в компиляторах — исходные файлы).
Правила, по которым строится текст для обработки, обычно называют грамматикой. Программа, которая транслирует исходный текст в вид, который прост для программной обработки, называется парсером.
JavaCC обеспечивает создание программ, которые разбирают и анализируют входной текст в соответствии с заданной грамматикой, то есть JavaCC облегчает написание парсеров.